# IC 1494
IC 1494 је спирална галаксија у сазвјежђу Водолија која се налази на листи објеката дубоког неба у Индекс каталогу.
Деклинација објекта је - 12° 43' 27" а ректасцензија 23h 30m 46,1s. Привидна величина (магнитуда) објекта IC 1494 износи 15,1 а фотографска магнитуда 15,9. IC 1494 је још познат и под ознакама NPM1G -13.0644, PGC 948530.